# Lyle Tayo
Lyle Tayo (1889-1971) est une actrice américaine connue principalement pour ses rôles dans les films de Laurel et Hardy.

## Filmographie
Source principale de la filmographie :
- 1921 : La Chasse au renard (Among Those Present) de Fred C. Newmeyer (CM) : (non créditée)
- 1923 : Jus' Passin' Through de Charley Chase (CM) : Woman at Window (non créditée)
- 1924 : At First Sight de J.A. Howe (CM) :
- 1924 : Tire Trouble de Robert F. McGowan (CM) : Mme. La Rue
- 1924 : Big Business de Robert F. McGowan (CM) : Mickey's mother
- 1924 : Commencement Day de Mark Goldaine et Robert F. McGowan (CM) : Mary's mother
- 1924 : Cradle Robbers de Robert F. McGowan (CM) : Angry mother
- 1924 : Jubilo, Jr. de Robert F. McGowan (CM) : Mother
- 1924 : Outdoor Pajamas de Leo McCarey (CM) :
- 1925 : The Big Town de Robert F. McGowan (CM) : Train passenger
- 1925 : Dog Days de Robert F. McGowan (CM) : Mother
- 1925 : Ask Grandma de Robert F. McGowan (CM) : Martha, Mickey's mother
- 1925 : Yes, Yes, Nanette de Clarence Hennecke et Stan Laurel (CM) : Nanette
- 1925 : Mary, Queen of Tots de Robert F. McGowan (CM) : Mrs. Newman, Mary's mother
- 1925 : No Father to Guide Him de Leo McCarey (CM) :
- 1925 : Better Movies de Robert F. McGowan (CM) : Billy's Mother
- 1925 : Charlie rate son mariage (His Wooden Wedding) de Leo McCarey (CM) :
- 1926 : Buried Treasure de Robert F. McGowan (CM) : Johnny's mother
- 1926 : Un mariage mouvementé (Thundering Fleas) de Robert F. McGowan (CM) : une passante
- 1926 : Crazy Like a Fox de Leo McCarey (CM) : Nurse (non créditée)
- 1926 : Should Husbands Pay? de F. Richard Jones et Stan Laurel (CM) :
- 1927 : Bring Home the Turkey de Robert A. McGowan et Robert F. McGowan (CM) : Judge's servant
- 1927 : Ten Years Old de Robert A. McGowan (CM) : Joe's mother
- 1927 : Baby Brother (en) de Robert A. McGowan  et Charles Oelze (CM) : Party guest
- 1927 : Le Chant du coucou (Call of the Cuckoo) de Clyde Bruckman (CM) : Guest
- 1927 : Heebee Jeebees de Robert A. McGowan et Robert F. McGowan (CM) : Joe's mother
- 1927 : Dog Heaven de Robert A. McGowan (CM) : Lady at Accident Scene (non créditée)
- 1927 : La Bataille du siècle (The Battle of The Century) de Clyde Bruckman (CM) : Woman at window
- 1928 : Playin' Hookey de Robert A. McGowan (CM) : Joe's mother
- 1928 : Rainy Days de Robert A. McGowan (CM) : Mom
- 1928 : La Minute de vérité (Their Purple Moment) de James Parrott (CM) : Mrs. Hardy
- 1928 : Un homme à boue (Should Married Men Go Home?) de James Parrott (CM) : Lady Golfer (non créditée)
- 1928 : V'là la flotte (Two Tars) de James Parrott (CM) : Motorist
- 1928 : The Boy Friend de Fred Guiol (CM) : Auto Passenger (non créditée)
- 1928 : Lay On, MacDuff de Walter Graham (CM) :
- 1928 : The Spanking Age de Robert F. McGowan (CM) : Stepmother
- 1928 : Gobs of Love de Arvid E. Gillstrom (CM) :
- 1929 : Noisy Noises de Robert F. McGowan (CM) : Joe's mother
- 1929 : Single Bliss de Eddie Baker (CM) :
- 1929 : Œil pour œil (Big Business) de James W. Horne (CM) : :Woman (non créditée)
- 1929 : Stage Struck Susie de Neal Burns (CM) :
- 1929 : Movie Night de Lewis R. Foster (CM) : Movie Patron, Finger Gag (non créditée)
- 1929 : Small Talk de Robert F. McGowan (CM) : Mrs. Brown of the orphan asylum
- 1929 : Little Mother de Robert F. McGowan (CM) : Mother
- 1929 : Joyeux pique-nique (Perfect Day) de James Parrott (CM) : Next-door neighbor
- 1929 : Bouncing Babies de Robert F. McGowan (CM) : Nurse
- 1930 : Shivering Shakespeare de Robert A. McGowan (CM) : Chubby's mother
- 1930 : En dessous de zéro (Below Zero) de James Parrott (CM) : Woman at Window Tossing the Boys a Dollar (non créditée)
- 1930 : Temps d'hiver (A Tough Winter) de Robert F. McGowan (CM) : Radio announcer
- 1930 : Pups Is Pups de Robert F. McGowan (CM) : Dorothy's Mother (non créditée)
- 1930 : Bigger and Better de Edgar Kennedy (CM) : Hollywood Kate, the Shoplifter (non créditée)
- 1930 : Too Hot to Handle de Lewis R. Foster (CM) :
- 1930 : School's Out de Robert F. McGowan (CM) : Lady walking by stream
- 1931 : Laurel et Hardy campeurs (One Good Turn) de James W. Horne (CM) : A Community Player
- 1931 : Dogs Is Dogs (en) de Robert F. McGowan (CM) : Wheezer's Aunt (non créditée)
- 1932 : Readin' and Writin' de Robert F. McGowan (CM) : Breezy's mother
- 1932 : The Knockout de Lloyd French et Robert A. McGowan (CM) : Landlady (non créditée)
- 1932 : Choo-Choo! (en) de Robert F. McGowan (CM) : Secretary
- 1932 : Red Noses de James W. Horne (CM) : Physical Therapist
- 1932 : You're Telling Me de Lloyd French et Robert A. McGowan (CM) : Mrs. Morgan - Eddie's Mother (non créditée)
- 1932 : Men Are Such Fools de William Nigh :
- 1934 : For Pete's Sake! de Gus Meins (CM) : Wife of Man with Day Off (non créditée)
- 1948 : Le Miracle des cloches (The Miracle of the Bells) d'Irving Pichel : Woman (non créditée)